# Silvia Saint
Sylvia Saint, eller Silvia Saint, der er født i Kyjov, Tjekkiet den 12. februar 1976, og hvis rigtige navn er Sylvie Tomčalová, er en tjekkisk pornoskuespillerinde. Hun har indspillet 262 pornofilm i USA.

## Eksterne kilder
- Sylvia Saint på Internet Movie Database (engelsk)
- Sylvia Saint på TV Guide (engelsk)
- Sylvia Saint på The Movie Database (engelsk)
- Sylvia Saint på Adult Film Database (engelsk)
- Sylvia Saint på Internet Adult Film Database (engelsk)